# (5398) 1989 AK1
1989 أي كي 1 (ويعرف أيضًا باسم (5398) 1989 أي كي 1 وفق تسمية الكوكب الصغير) (بالإنجليزية: 1989 AK1)‏ هو كويكب ضمن حزام الكويكبات؛ وترتيبه 5398 من حيث الاكتشاف.
اكتُشف هذا الجُرم الفلكي بواسطة هيروشي كانيدا في 13 يناير 1989.

## وصلات خارجية
- (5398) 1989 AK1 في قاعدة بيانات مختبر الدفع النفاث لأجرام النظام الشمسي الصغيرة

- الاكتشاف · مخطط المدار ·  العناصر المدارية · المعلمات المادية

- (5398) 1989 AK1 على موقع ويكي سكاي: DSS2, SDSS, GALEX, IRAS, Hydrogen α, X-Ray, Astrophoto, Sky Map, Articles and images